# Twenty Eight
Singles de The Weeknd
Wicked Games
(2012) The Zone
(2012)
Twenty Eight est une chanson du chanteur canadien The Weeknd, sortie le 13 novembre 2012 sous les labels XO et Republic Records. 

## Classement
| Classement                               | Pays        | Position | Référence |
| ---------------------------------------- | ----------- | -------- | --------- |
| Billboard R&B/Hip-Hop Digital Song Sales | États-Unis  | 49       | [ 1 ]     |
| UK Singles Chart                         | Royaume-Uni | 150      | [ 2 ]     |

## Certification
| Pays              | Certification | Nombre d'exemplaires | Référence |
| ----------------- | ------------- | -------------------- | --------- |
| États-Unis (RIAA) | Platine       | 1 000 000            | [ 3 ]     |